# Batería de litio-ferrofosfato
Una batería de litio-ferrofosfato o batería LFP es un tipo de batería recargable, concretamente una batería de ion-litio con un cátodo de fosfato de hierro-litio: LiFePO
4.
Las baterías LiFePO
4 presentan una densidad energética algo menor que las más comunes de óxido de litio cobalto (LiCoO
2), que se encuentran con frecuencia en aparatos electrónicos, pero ofrecen mayor durabilidad (hasta 10X), mayor potencia y son inherentemente más seguras, por lo que se utilizan con frecuencia en robótica, vehículos eléctricos y almacenamiento de energía.

## Historia
LiFePO
4 es un mineral de procedencia natural del grupo olivino (triphylite).  Su primer uso como electrodo en una batería se describió en literatura publicada por el grupo de investigación de John Goodenough en la  Universidad de Texas en 1996, como un material catódico para baterías recargables de litio. Por su bajo coste, no toxicidad, abundancia del hierro, su excelente estabilidad térmica, seguridad, rendimiento, y capacidad específica (170 mA·h/g, o 610 C/g) ha ganado bastante aceptación.
Inicialmente el factor limitante para su adopción era intrínsecamente su baja conductividad eléctrica. Este problema se solucionó reduciendo el tamaño de sus partículas, revistiendo las partículas LiFePO
4 con materiales conductores como carbono, y dopando el resultado con cationes de materiales como el aluminio, niobio, y zirconio. Esta solución fue desarrollada por Yet-Ming Chiang y sus colegas en el MIT.[cita requerida] Ahora se producen en masa y se utilizan en productos industriales por corporaciones como equipos DeWalt de Black and Decker, el Fisker Karma, Daimler, Cessna y BAE Systems.[cita requerida]
El MIT ha descubierto un nuevo recubrimiento que permite a los iones moverse más fácilmente en la batería. La "Batería Beltway" utiliza un sistema baipás que permite a los iones de litio entrar y dejar los electrodos a una velocidad suficiente como para cargar completamente una batería en menos de un minuto. Los científicos descubrieron que recubriendo las partículas de un material vítreo llamado pirofosfato de litio, los iones atraviesan los canales y se mueven más rápido que en otras baterías. Las baterías recargables almacenan y descargan la energía como átomos cargados (iones) entre dos electrodos, el ánodo y el cátodo. Su ratio de carga y descarga son limitadas por la velocidad a la cual esos iones se mueven. Dicha tecnología podría reducir el peso y tamaño de las baterías. Se ha desarrollado una pequeña celda-prototipo que puede cargarse completamente entre 10 y 20 segundos, comparados con los seis minutos para celdas de baterías estándar.

## Ventajas y desventajas
La batería LiFePO
4 utiliza una química derivada de la tecnología litio-ion, y comparte muchos inconvenientes y ventajas de las  baterías de este tipo. Sin embargo, hay diferencias sustanciales.
La química LFP presenta una durabilidad mayor que otras baterías de Ion de Litio.
Al igual que las baterías recargables basadas en níquel, (diferenciándose de algunas baterías de iones de litio)[cita requerida], las baterías LiFePO4 tienen un voltaje de descarga muy constante. Su voltaje se mantiene cerca de los 3,2 V durante la descarga hasta que la pila se vacía. Esto permite a la batería entregar virtualmente toda la energía hasta su descarga completa. Y puede simplificar mucho o incluso eliminar la necesidad de circuitería de regulación de voltaje.
Al dar una salida de 3,2 V nominal, se pueden conectar en serie cuatro celdas para un voltaje nominal de 12,8 V. Este voltaje se acerca mucho al voltaje nominal de una batería de plomo de seis celdas. Y, además de sus excelentes características en seguridad, esto convierte a la LFP como una buena alternativa para las baterías de plomo en muchas aplicaciones como vehículos y solar, siempre que los sistemas de carga estén adaptados para no dañar las baterías LiFePO
4 con voltajes excesivos de carga, compensación de voltaje a través de temperatura, trucos de balanceo o carga de mantenimiento continuo, propio de las baterías de plomo. Las celdas LFP deben ser balanceadas al menos inicialmente antes de que se ensamblen, y debe instalarse un sistema de protección para que ninguna celda sea descargada por debajo de los 2,0 V, o en la mayoría de los casos se producirán daños internos.
La utilización de fosfatos evita el coste del cobalto y riesgos medioambientales, particularmente que éste termine en medio ambiente  por ser inapropiadamente desechado.
El compuesto LiFePO
4 presenta corrientes y potencias instantáneas más altas que el LiCoO
2.
La densidad de energía (energía/volumen) de una batería LFP nueva es alrededor de un 30% más baja que la de una batería LiCoO
2. Además, las baterías LFP de baja calidad de algunos fabricantes presentan menores ratios de descarga que las de plomo-ácido o incluso que las LiCoO2.[cita requerida] Como el ratio de descarga es un porcentaje de la capacidad de la batería, se puede conseguir un mayor ratio de descarga utilizando una batería más grande, o con más celdas (más amperio-hora/amperios-hora) si es necesario utilizar pilas de poca capacidad.
Las celdas LiFePO
4 experimentan un ratio menor de pérdida de capacidad (más longevidad) que otras químicas como la LiCoO
2 (cobalto), LiMn2O
4 (litio-manganeso) o LiPo (polímero de litio). Después de un año almacenadas, una celda LiFePO
4 habitualmente tiene aproximadamente la misma densidad de energía que una celda de litio LiCoO
2, por la menor degradación de la LFP. A partir de ahí, las LiFePO
4 conservan una mayor densidad de energía.

### Seguridad
Una ventaja importante sobre otros compuestos químicos de iones de litio es su estabilidad química y térmica, la cual mejora la seguridad de la batería.
La LiFePO
4 contiene un material catódico intrínsecamente más seguro que la LiCoO
2 y la LiMn2O
4. El enlace Fe-P-O es más fuerte que el enlace Co-O, por lo que, cuando se somete a abuso (cortocircuito, sobrecalentamiento, etc) los átomos de oxígeno son más difíciles de separar. Esta estabilidad de la energía subyacente también ayuda en una rápida migración iónica.[cita requerida]
Según los iones de litio migran fuera del cátodo en una celda LiCoO
2, el CoO2 se somete a expansión no lineal que afecta a la integridad estructural de la célula. Los estados "litiados" y "deslitiados" de las LiFePO
4 son estructuralmente similares lo que conlleva que las celdas LiFePO
4 son más estables estructuralmente que las celdas LiCoO
2, por lo pierden menos capacidad según se realizan ciclos de carga-descarga, alargando su vida hasta 10 veces con respecto a otras compuestos.[cita requerida]
No queda litio en cátodo en una celda LiFePO
4 totalmente cargada, en cambio en una LiCoO
2, aproximadamente el 50% permanece en el cátodo. La LiFePO
4 es muy resistente durante la pérdida de oxígeno, que por el contrario suele resultar en una reacción exotérmica en otras celdas de litio (en forma de calor).
Como resultado, es más difícil que una celda de litio-ferrofosfato entre en combustión en el caso de un mal uso (especialmente en la carga), aunque como cualquier batería, disipa la energía de sobrecarga en forma de calor. Por lo tanto, un fallo catastrófico de la batería por abuso todavía es posible, aunque es comúnmente aceptado que la batería de litio-ferrofosfato tolera bien las altas temperaturas. En este sentido, es particularmente notable la diferencia entre las LFP y las de polímero de litio utilizadas en aeromodelismo (más ligeras pero menos seguras).[cita requerida]

## Especificaciones
- Voltaje de celda
  - Voltaje mín. de descarga = 2,5V[12]
  - Voltaje de trabajo = 3,0 ~ 3,3 V
  - Voltaje máximo de carga = 3,65 V
- Densidad energética por volumen = 220 Wh/dm³ (790 kJ/dm³)
- Densidad de energía gravimétrica > 90 Wh/kg[13] (> 320 J/g)
- Ciclos con profundidad de descarga del 100% (número de ciclos hasta llegar al 80% de la capacidad inicial) = 2,000–7,000[14]
- Ciclos con profundidad de descarga del 10% (número de ciclos hasta llegar al 80% de la capacidad inicial) > 10,000[15]
- Sony Fortelion: 71% de capacidad después de 8.000 ciclos con el 100% de profundidad de descarga.[16]
- Composición del cátodo (relación)
  - 90% C-LiFePO4, grado Phos-Dev-12
  - 5% carbono EBN-10-10 (grafito)
  - 5% PVDF
- Configuración de la celda
  - Colector de corriente de aluminio recubierto de carbono
  - cátodo: 1.54 cm²
  - Electrolito: Carbonato de etileno-Carbonato de dimetilo (EC-DMC) 1-1 LiClO4 1M
  - Ánodo: Grafito o carbono endurecido con litio metálico intercalado
- Condiciones experimentales:
  - Temperatura ambiente
  - Límites de voltaje: 2,0–3,65 V
  - Carga: Ratio 1C hasta to 3,6 V, después voltaje constante a 3,6 V hasta que I < C/24

## Utilización

### Transporte
Los altos ratios de descarga necesarios para la aceleración, su menor peso y mayor durabilidad hacen de este tipo de batería ideal para bicis y coches eléctricos.
Esta batería se utiliza en el coche eléctrico fabricado por Aptera y Quicc!.
KillaCycle, una moto eléctrica, utiliza baterías de litio-ferrofosfato.
Roehr Motorcycle Company utiliza una batería LFP de 5,8 kW·h de capacidad para alimentar su motocicleta eléctrica.[cita requerida]
Las baterías LFP también son utilizadas por fabricantes de vehículos eléctricos Smith Electric Vehicles para alimentar sus productos.[cita requerida]
BYD, otro fabricante de vehículos, utiliza sus baterías de litio-ferrofosfato para energizar sus PHEV, el F3DM y el F6DM (Híbrido), que fue de los primeros híbridos en comercializarse. Los coches se fabricaron en masa en 2009. En octubre de 2014, BYD anunció un autobús eléctrico a batería de 120 pasajeros y 18 m de largo con una autonomía de más de 270 km que utiliza este tipo de baterías.
En mayo de 2007 Lithium Technology Corp. anunció una batería de litio-ferrofosfato con células lo suficientemente grandes para ser utilizadas en coches híbridos, anunciando que eran las "células más grandes de ese tipo en el mundo" en ese momento.
El patinete eléctrico sin escobillas "Super Lithium 1500"  utiliza una batería LiFePO4 de 48V y 60A (20Ah) que es uno de los patinetes más potentes actualmente en producción. Según la compañía, esta batería LFP catapultará al piloto hasta los 65 km/h con una autonomía de 40/55 millas dependiendo del peso del conductor, cuestas y otras condiciones. También indican que esta batería reduce en 8 kg sobre su modelo de batería de plomo-ácido y tiene una durabilidad de 1000 ciclos de recarga completa.
Rimac Automobili ha desarrollado un avanzado sistema de batería LFP con un controlador integrado y sistema de refrigeración por agua, principalmente para su supercoche eléctrico "Concept One", con posibilidad de adquirir el sistema de batería independientemente.
Los monopatines eléctricos de ZBoard utilizan baterías LFP, con autonomías de hasta 32 km.
Los carritos de golf eléctricos de Golfskatecaddy para una persona utilizan baterías LFP, permitiendo hacer hasta 18 hoyos con él.
Las camionetas eléctricas de EV-Fleet utilizan una batería LFP de 50kWh LFP con una autonomía de más de 160 km .

### Iluminación solar en jardines y sistemas de luz de emergencia
Una única pila recargable LFP de tamaño "14500" (el mismo que las AA) se utilizan en algunas lámparas solares de jardín en lugar de dos pilas AA de 1,2 V NiCd/NiMH.
Al tener un votaje más alto (3,2 V) las LFP permiten alimentar un led sin necesidad de un circuito regulador, además su mayor tolerancia a una ligera sobrecarga (comparado con otros tipos de pilas de Litio) permite que las LiFePO4 puedan ser conectadas a células fotovoltaicas sin una compleja circuitería. Una única celda LFP también evita la corrosión, condensación y los problemas de suciedad asociados a las pilas NiMH en el alojamiento de la batería y los contactos que son una plaga en sistemas de iluminación exteriores.

### Un portátil por niño
Este tipo de tecnología se utiliza en el proyecto OLPC (del inglés "One Laptop Per Child"). Las baterías se fabrican por la compañía china BYD.
OLPC utiliza baterías LFP en sus portátiles XO porque no contienen metales pesados tóxicos cumpliendo con la Directiva de Restricción de Sustancias Peligrosas.

### Otros usos
Muchas conversiones a vehículo eléctrico utilizan los formatos grandes de LFP como la batería principal del coche. Gracias a sus características de potencia por peso y la seguridad que ofrece que su química sea más resistente a la deflagración/explosión, hay pocas barreras para su uso por modificadores aficionados caseros.
Algunos cigarrillos electrónicos utilizan este tipo de baterías.
La Corporación Imecs, que engloba a tres fabricantes, construyen linternas con baterías de tecnología inalámbrica LiFePO4, Mag Instruments y LED Lenser tienen productos que utilizan dichas baterías.
Los coches de radiocontrol pueden usar estas baterías, especialmente en los aparatos de radio, como reemplazo directo de los packs NiMh o packs Lipo sin necesidad de un regulador de voltaje, ya que entregan 6,6V, algo menos que los packs de 7,4V, los cuales suelen requerir bajar su voltaje con un regulador hasta los 6,0V. En cambio, en aeromodelismo, se prefieren las Lipo por su mayor densidad energética y potencia específica.

## Fabricantes
OptimumNano Energy Co. Ltd. es un fabricante basado en China, líder mundial de baterías de fosfato de litio y hierro (LiFePO4) y el quinto productor más grande de baterías de iones de litio para movilidad eléctrica con una capacidad de 5,5 GWh.
Second Life Battery, S.L. es un fabricante español que se dedica a la reutilización de baterías de vehículos eléctricos para su uso doméstico e industrial.